# Dorfkirche Eiche (Potsdam)

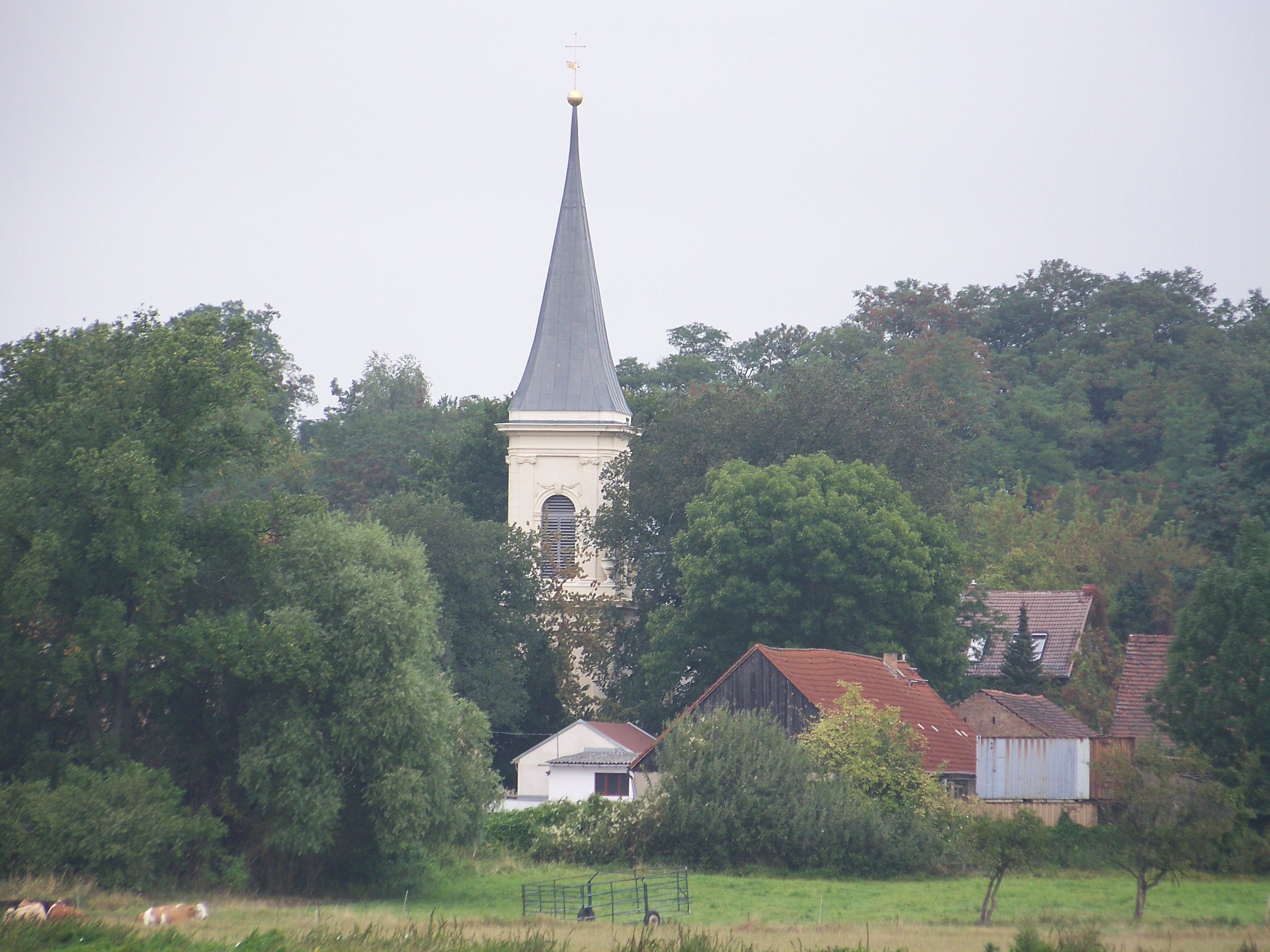
Dorfkirche Eiche, Ansicht von Süden

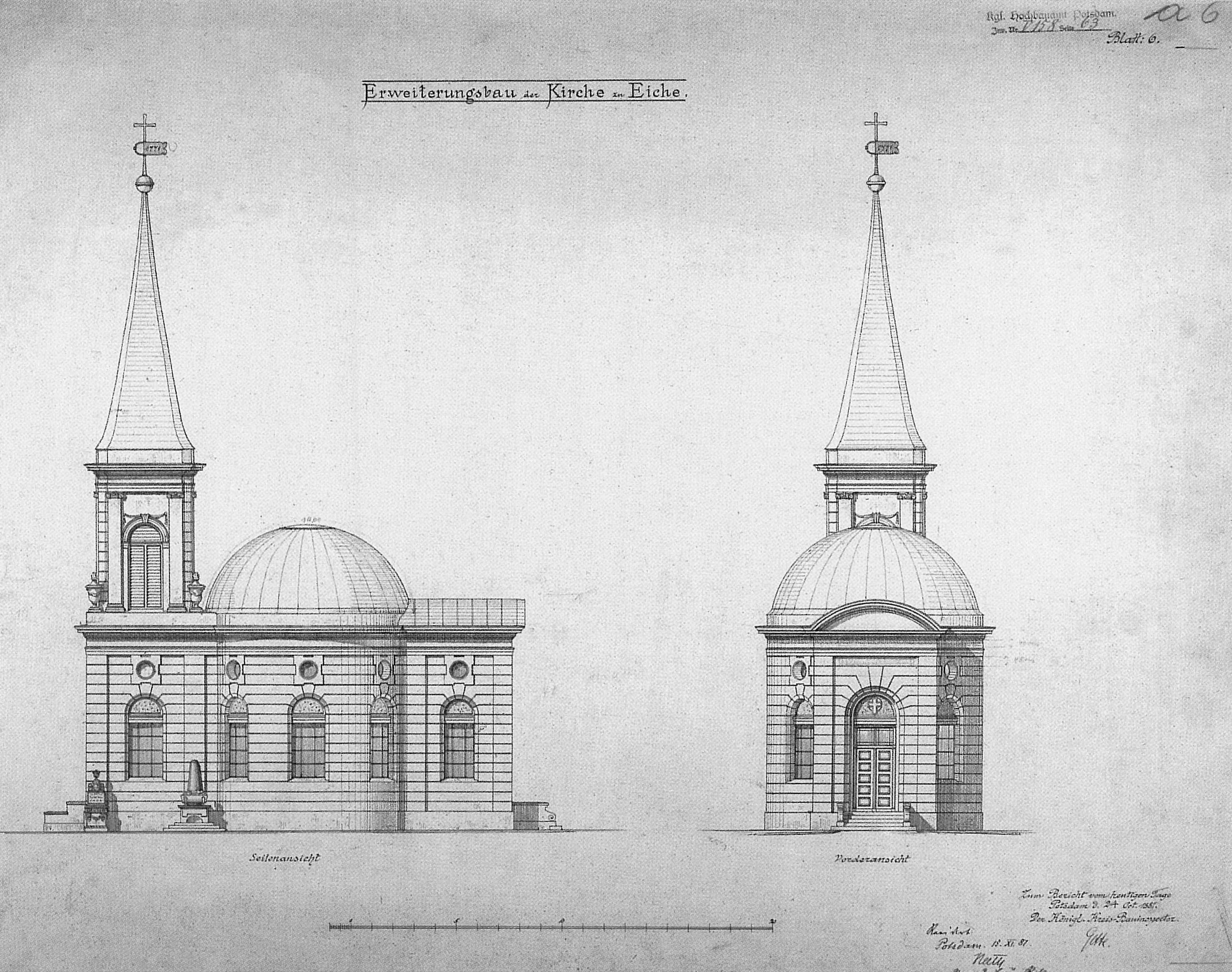
Zeichnung Dorfkirche, 1881

Die Dorfkirche Eiche ist ein Kirchengebäude im westlich des Parks Sanssouci gelegenen Ortsteil Eiche der brandenburgischen Landeshauptstadt Potsdam. Die Kirche gehört zum Evangelischen Kirchenkreis Potsdam der Evangelischen Kirche Berlin-Brandenburg-schlesische Oberlausitz. Das 1770/71 nach Plänen von Georg Christian Unger errichtete Bauwerk steht unter Denkmalschutz. Seine für eine Dorfkirche ungewöhnliche Form eines überkuppelten Rundbaus erklärt sich durch die Einflussnahme König Friedrichs II. auf die Architektur.

## Lage
Die von einem ummauerten Kirchhof umgebene Kirche befindet sich in der Kaiser-Friedrich-Straße 103 an der Ecke zum südlich abzweigenden Ecksteinweg. Der bis zur Spitze 30 Meter hohe Turm wirkt als Landmarke besonders von der im Süden am Ort vorbeiführenden Lindenallee aus.

## Geschichte

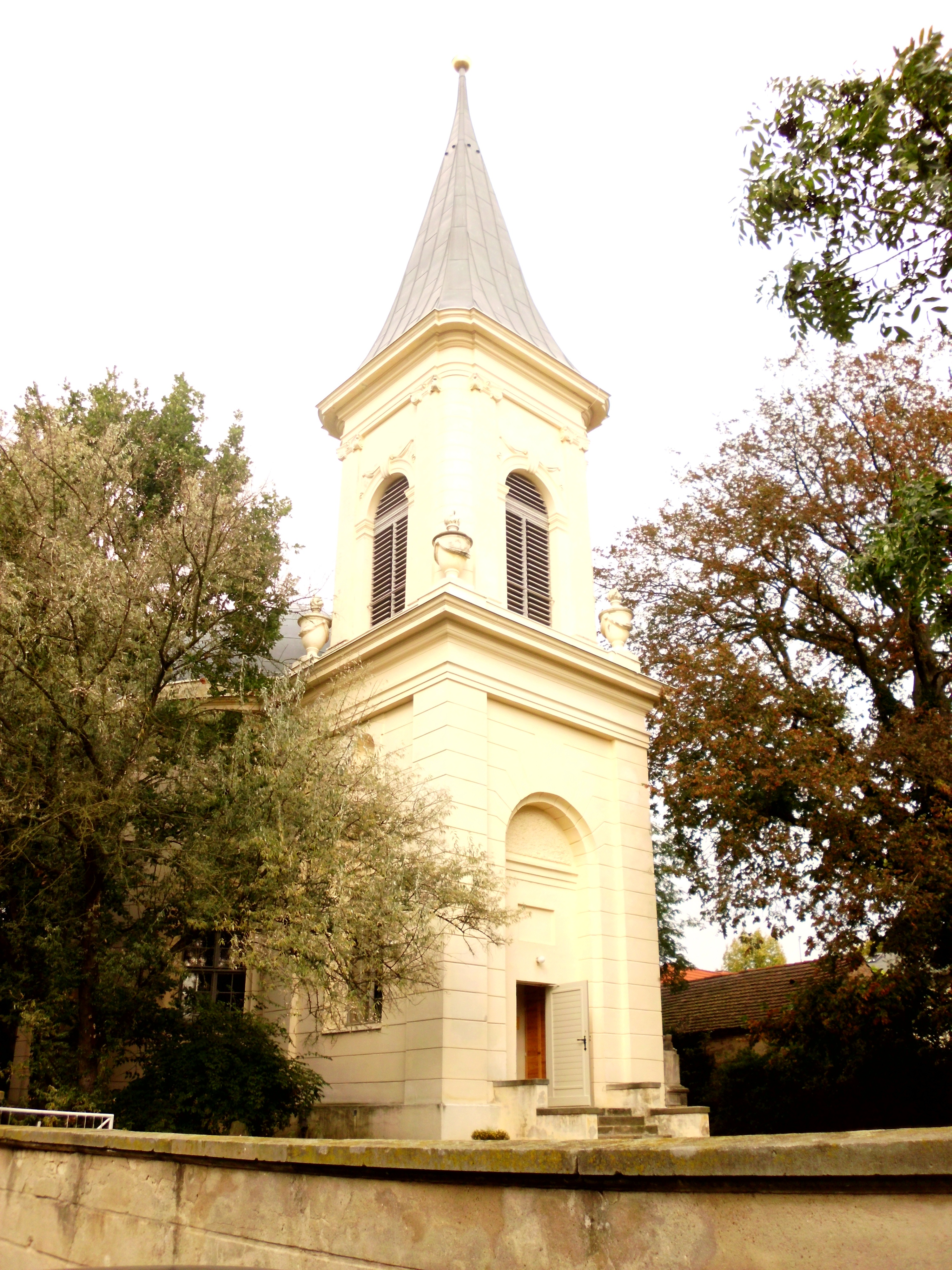
Ansicht von Südwesten

Mit der durch den Bau des Neuen Palais erfolgten Erweiterung des Parks Sanssouci nach Westen wurden auf Befehl von König Friedrich II. umfangreiche Verschönerungsarbeiten in der Umgebung durchgeführt. Dabei rückte im Jahr 1770 auch die „alte baufällige Kirche von schlechter Beschaffenheit“ in den Fokus des königlichen Gestaltungswillens.
Friedrich II. wünschte für den von ihm initiierten Neubau zunächst eine Gestaltung „im Geschmack der türkischen oder arabischen Moscheen, änderte aber seinen Vorsatz und ließ eine Zeichnung im modernen Geschmack dazu machen“. Für den orientalisierenden Entwurf wurde eine Vorlage aus William Chambers’ Werk Plans, Elevations, Sections, and Perspective Views of the Gardens and Buildings at Kew in Surrey ausgewählt. Das 1770/71 als runder Kuppelbau mit der im Süden angebauten Sakristei, die einen schlanken Turmaufsatz mit Spitzhelm trägt, ausgeführte Kirchengebäude entwarf der Architekt Georg Christian Unger. Die Kapitelle und Vasen am Turm stammten von dem Bildhauer Angermann.
Die Form des überkuppelten Rundbaus folgt einem vom König favorisierten Architekturmotiv, das auf das römische Pantheon zurückgeht und mit Variationen unter anderem bereits beim Marmorsaal des Schlosses Sanssouci, bei der Französischen Kirche in Potsdam und beim Antikentempel in Sanssouci sowie bei der Berliner St.-Hedwigs-Kathedrale realisiert wurde.
Im Jahr 1881 ließ Kronprinz Friedrich die Kirche um einen der Sakristei im Süden entsprechenden nördlichen Anbau zur Straße hin erweitern und neu ausstatten. Die Ergänzung erfolgte nach Plänen des Architekten Emil Gette.
Im Zweiten Weltkrieg wurde der Turmaufsatz mit dem Spitzhelm zerstört. Beim Wiederaufbau erhielt der Sakristeianbau anstelle der Turmspitze lediglich ein Notdach. 1960/61 erfolgte eine erste Erneuerung. Bei der Restaurierung 1996 bis 1998 wurde der 1945 zerstörte Turm wiedererrichtet.

## Architektur und Ausstattung

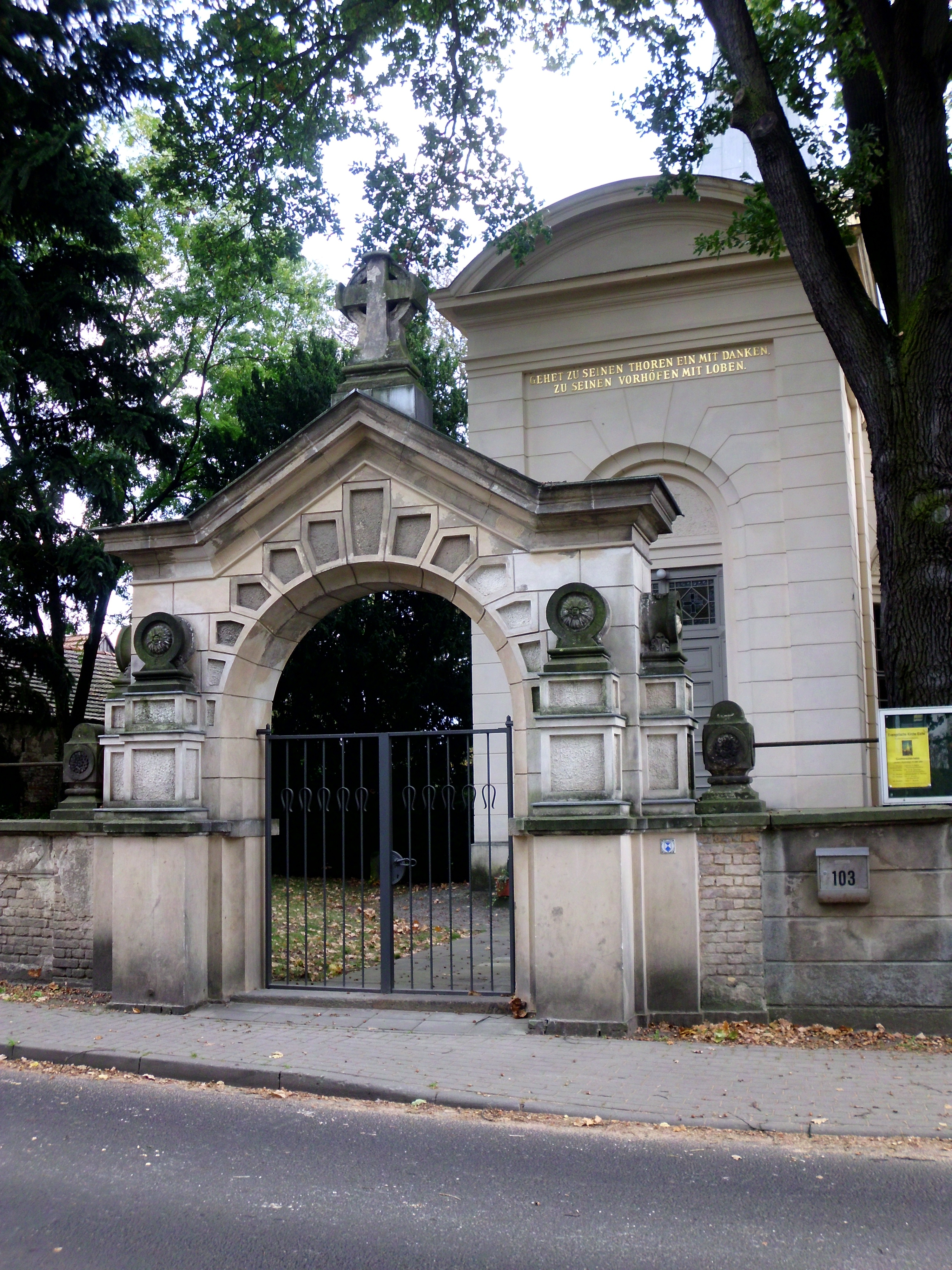
Kirchhofsportal und Haupteingang im Anbau von 1881

Die Kirche besteht aus einem runden, überkuppelten Zentralraum mit Annexbauten im Süden und Norden. Die Außenwände sind über einem schlichten Sockel mit einer Putzgliederung aus Bandrustika mit Lisenen an den Ecken der Anbauten versehen. Den oberen Abschluss bildet ein Gesims mit niedriger Attika. Die rechteckigen Fensteröffnungen liegen in rundbogig abgeschlossenen Blenden. Darüber befinden sich axial angeordnete Okuli, die in den Anbauten lediglich als Rundblenden ausgeführt sind.
Der Turmaufbau über der durch einen eigenen Außenzugang mit Freitreppe erschlossenen Sakristei springt leicht zurück; die Ecken sind mit Schmuckvasen auf Postamenten verziert. Der Turm auf quadratischem Grundriss besitzt mit Bandrustika versehene abgerundete Ecken und wird auf jeder Wandfläche durch jeweils zwei ionische Pilaster mit dazwischenliegender Bogenöffnung gegliedert. Die profilierten Bögen sind mit Agraffen als Schlussstein und darüber angebrachten Tuchgehängen aus Stuck verziert. Über dem verkröpften Gesims erhebt sich der steile, mit vergoldeter Kugel, Wetterfahne und Kreuz bekrönte Turmhelm.
Dem die Wandgliederung des Ursprungsbaus fortführenden straßenseitigen Anbau über quadratischem Grundriss mit dem Haupteingang ist eine Freitreppe vorgelagert. Das zweiflüglige Hauptportal mit Oberlicht ist wie die Fenster in einer Rundbogenblende angeordnet. Das Tympanon ist mit einem schlichten Kreuz verziert. Darüber ist die vergoldete Inschrift GEHET ZU SEINEN THOREN EIN MIT DANKEN, ZU SEINEN VORHÖFEN MIT LOBEN. angebracht. Den Abschluss des im Inneren zweigeschossigen Anbaus bildet ein segmentbogenförmiger Giebel.
Das Innere des runden Kirchenraums besitzt eine umlaufende Empore über acht hölzernen toskanischen Säulen. Das Gestühl ist kreisförmig um das mittig in der Kirche stehende Taufbecken angeordnet. Der gegenüber dem Haupteingang im Süden stehende Altar besitzt ein Retabel mit einem darin integrierten Gemälde von Egidius Mengelberg, das die Abendmahlsdarstellung Leonardos wiederholt. Der Fußboden besteht aus sechseckigen Fliesen, die ein ornamentales Blumenmuster bilden.
Die im Rahmen des Umbaus der Kirche 1882 von der Fa. Sauer in Frankfurt (Oder) geschaffene Orgel befindet sich oberhalb des Altars auf der Empore. Sie ist mit in den englischen Nationalfarben bemalten Prospektpfeifen versehen, was auf einen Wunsch der aus England stammenden Kronprinzessin Victoria zurückgehen soll.
Zu weiteren Ausstattung gehört ein Kreuzigungsgemälde aus der zweiten Hälfte des 18. Jahrhunderts.

## Grabmäler
An der Ostseite der Sakristei befinden sich zwei bemerkenswerte frühklassizistische Grabdenkmäler.
1794 wurde für drei Kinder des geheimen Kämmerers Johann Friedrich Ritz und der Wilhelmine Enke ein Johann Christoph oder Michael Christoph Wohler zugeschriebenes Grabdenkmal aus Sandstein und Marmor errichtet, das dem Vorbild des von Johann Gottfried Schadow für die Dorotheenstädtische Kirche in Berlin geschaffenen Grabmals des Grafen Alexander von der Mark folgt. Auf einem dreistufigen Unterbau steht ein mit drei marmornen Inschrifttafeln aus Marmor versehener Sockel, dessen profilierte Deckplatte einen Sarkophag aus grauem Marmor in Form einer Wiege auf vier Füßen trägt. Darauf liegt die weiße Marmorskulptur eines schlafenden Kindes vor einem kannelierten, sich stark verjüngenden Halbsäulenschaft an der Kirchenwand. Die Inschrift lautet: Dieses Denkmal Elterlicher Liebe Widmet Seinen Zufrühe Verstorbenen Töchtern u Sohn H. Ritz. Die Töchter waren Frederike Wilhelmine (* 28. November 1792; † 5. September 1794) und Frederike Wilhelmine (* 12. Oktober 1794; † 16. November 1794), über den erwähnten Sohn ist nichts Näheres bekannt.
Das südlich davon befindliche sandsteinerne Grabmal für den 1796 verstorbenen Gärtner Heinrich Christian Eckstein schuf vermutlich der Bildhauer Johannes Eckstein nach einem Entwurf Johann Gottfried Schadows. Über einem mit Blattfriesen, Triglyphen und Girlanden verzierten Sockel erhebt sich ein mit der marmornen Inschrift versehener Kubus, der das ebenfalls aus Marmor gefertigte Bildnismedaillon des Verstorbenen trägt. Die Bekrönung bildet eine von Sphingen flankierte Urne.

„Herrn Heinrich Christian Eckstein Geb. zu Nordsteimke in Braunschweige d. 28. März 1719 gest. d. 30. Nov. 1796, nachdem er mit seiner würdigen Gattin F. C. S. Köpcke 23 Jahre sehr glücklich gelebt. Friedrich der Einzige berief Ihn 1765 als Hofgärtner beim Neuen Palais wo er einen Sumpf in eine blühende Aue umschuf. Gottesfurcht Treue im Beruf und weiser Lebensgenuss zeichneten den Seligen aus. Geweiht von seinem Sohne“